# Сысоев, Борис Иванович
Борис Иванович Сысоев (1931 — неизвестно) — советский хоккеист, защитник.

## Биография
Воспитанник московского «Спартака». Выступал за команды «Локомотив» Москва (1949/50), МВО Калинин (1951/52),
ОДО Новосибирск (1952/53), «Химик» Воскресенск (1953/54 — 1954/55), «Авангард» Челябинск (1955/56),
ДК им. Карла Маркса / команда г. Электросталь (1956/57 — 1957/58).
В чемпионате СССР провёл пять сезонов (1949/50, 1952/53, 1955/56 — 1957/58).